# Ta' Qali
Ta' Qali é uma cidade de Malta pertencente ao conselho de Attard.
Na cidade está localizada a Embaixada dos Estados Unidos, em frente ao Parque Nacional Ta'Qali. Em julho de 2011, a embaixada mudou-se para Ta'Qali de Floriana, onde ficou por quase cinquenta anos.

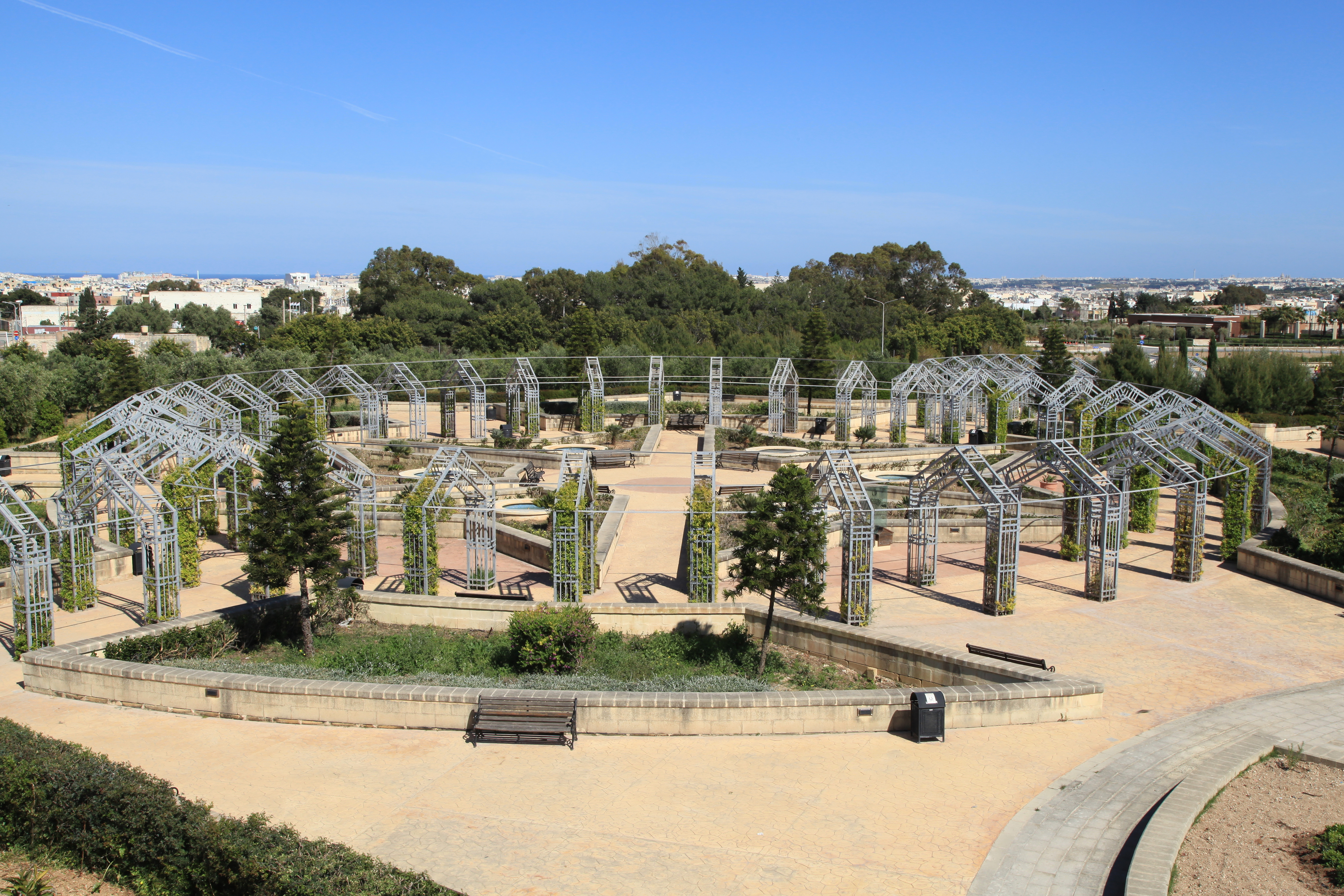
Ta' Qali National Park